# Timo Järvilahti
Timo Järvilahti (ur. 5 kwietnia 1943 w Turku) – fiński polityk, rolnik i duchowny, deputowany do Eduskunty, poseł do Parlamentu Europejskiego IV kadencji.

## Życiorys
Z wykształcenia agronom, studia ukończył w 1980 na Uniwersytecie Helsińskim. Prowadził własne gospodarstwo hodowlane. Pracował również w marketingu w spółce prawa handlowego, a później w ministerstwie rolnictwa i leśnictwa (m.in. jako zastępca dyrektora departamentu).
Zaangażował się w działalność polityczną w ramach Partii Centrum. Był radnym gminnym w Halikko. Od 1991 do 1999 sprawował mandat posła do Eduskunty. W międzyczasie od 1995 do 1996 był eurodeputowanym w ramach delegacji krajowej po akcesji Finlandii do Unii Europejskiej. W PE IV kadencji pracował w Komisji ds. Rolnictwa i Rozwoju Wsi. Po odejściu z polityki pracował także jako duchowny m.in. na Wyspach Kanaryjskich.